# Samuele Zoccarato
Samuele Zoccarato (Camposampiero, 9 de enero de 1998) es un ciclista italiano que compite con el equipo Team Polti VisitMalta.

## Biografía
En 2018 se reveló a nivel continental al ganar la Ruota d'Oro. También ocupó el cuarto lugar en el campeonato italiano de contrarreloj sub-23. Al año siguiente, fue mejor escalador en el Tour du Jura (tercero en una etapa) y quinto en el Piccolo Giro di Lombardia, con los colores del equipo continental suizo IAM Excelsior.
En 2020, durante el Giro Ciclistico d'Italia, destacó al terminar tercero en la etapa reina de Aprica, que se hizo con los pases de Gavia y Mortirolo. Luego se convirtió en profesional en 2021 con el equipo Bardiani-CSF-Faizanè. Para su debut, destacó por sus escapadas, entre las que destaca el Nokere Koerse. También fue seleccionado por su equipo para competir en el Giro de Italia, donde participó en varias escapadas.

## Palmarés
2018
- Ruota d'Oro

## Resultados en Grandes Vueltas
| Carrera | Carrera         | 2019 | 2020 | 2021  | 2022 | 2023 | 2024 | 2025 |
| ------- | --------------- | ---- | ---- | ----- | ---- | ---- | ---- | ---- |
|         | Giro de Italia  | —    | —    | 105.º | Ab.  | Ab.  | —    | —    |
|         | Tour de Francia | —    | —    | —     | —    | —    | —    | —    |
|         | Vuelta a España | —    | —    | —     | —    | —    | —    | —    |

—: No participa

Ab.: Abandona

## Equipos
- IAM Excelsior (2019)
- Team Colpack Ballan (2020)
- Bardiani-CSF-Faizanè[4] (2021-2024)
  - Bardiani-CSF-Faizanè (2021-2022)
  - Green Project-Bardiani CSF-Faizanè (2023)
  - VF Group Bardiani-CSF Faizanè (2024)
- Team Polti VisitMalta (2025-)